# Queckenberg
Queckenberg ist ein Stadtteil von Rheinbach, aber auch eine Ortschaft im Rhein-Sieg-Kreis in Nordrhein-Westfalen. Bis 1969 war Queckenberg eine selbständige Gemeinde. Mit der kommunalen Neuordnung wurde Queckenberg einer von neun Ortsteilen der Stadt Rheinbach.
Der Ort liegt rund 10 Kilometer südwestlich der Kernstadt – nahe der Madbachtalsperre – auf den Höhen der Voreifel im Ahrgebirge unmittelbar an der Landesgrenze zu Rheinland-Pfalz. Nachbarorte sind im Südosten Bad Neuenahr-Ahrweiler, im Südwesten Bad Münstereifel, im Nordwesten Euskirchen und im Nordosten Meckenheim. Die nächstgelegenen Bahnhöfe sind Rheinbach und Meckenheim an der Bahnstrecke der Voreifelbahn Bonn–Euskirchen, und die nächste Autobahnanschlussstelle ist Rheinbach/Meckenheim an der A 61.
Der Ort ist landwirtschaftlich strukturiert und zudem Wohnort für Pendler nach Rheinbach, Meckenheim, Bonn und in die Kölner Bucht.
Queckenberg wurde am 1. August 1969 in die Stadt Rheinbach eingegliedert. Seither gehörten nachstehende Wohnplätze zur Ortschaft Queckenberg:
- Eichen
- Hardt
- Winterburg
- Loch
- Sürst

## Entwicklung der Einwohnerzahl
Einwohnerzahl ab 2019, gesamt mit Haupt- und Nebenwohnung.
| Jahr | Einwohner | Delta |
| ---- | --------- | ----- |
| 1816 | 245 1     |       |
| 1852 | 360       | 115   |
| 1905 | 369       | 9     |
| 1939 | 370       | 1     |
| 1946 | 433       | 63    |

| Jahr | Einwohner | Delta |
| ---- | --------- | ----- |
| 1969 | 589       | 156   |
| 1998 | 905       | 316   |
| 20.. |           |       |
| 2019 | 852       |       |
| 2020 | 851       | −1    |

| Jahr | Einwohner | Delta |
| ---- | --------- | ----- |
| 2021 | 856       | 5     |
| 2022 | 854       | −2    |
| 2023 | 839       | −15   |
| 2024 | 853 3     | 14    |
| 2025 |           |       |

## Ortsvorsteher, Ortsvorsteherin
Nachstehende Ortsvorsteher wurden nach der kommunalen Neugliederung vom 1. August 1969 gewählt und ernannt: 
- n.n.
- Peter Eichen (1998)[3]
- n.n.
- Ilka Rick (2024)[4]

AnmerkungOrtsvorsteher verblieben nach der Wahl jeweils kommissarisch im Amt, bis zur Ernennung der Nachfolger.

## Wanderwege
Die Via Coloniensis von Köln nach Trier verläuft durch Queckenberg. Der Jakobsweg reicht dann weiter durch Frankreich und Spanien bis nach Santiago de Compostela.